# Erin Brockovich
Erin Brockovich Ellis (Lawrence, 22 giugno 1960) è un'attivista statunitense.
È presidente della Brockovich Research & Consulting, ed è coinvolta in numerosi progetti ambientali in tutto il mondo.
È nota per la causa intentata contro la Pacific Gas & Electric nel 1993 per la contaminazione con cromo esavalente delle acque della città di Hinkley in California per oltre 30 anni. Nel 1996, a seguito della più grande azione legale condotta nel suo genere, capeggiata dalla Brockovich e da Ed Masry, il colosso dell'energia è stato costretto a pagare il più grande risarcimento nella storia degli Stati Uniti: 333 milioni di dollari ai più di 600 residenti di Hinkley.
La sua storia è stata portata sul grande schermo col film del 2000 Erin Brockovich - Forte come la verità, con Julia Roberts, in cui la Brockovich appare in un cameo nel ruolo di una cameriera.
Nel 2001 ha scritto e pubblicato, con Marc Eliot il libro  Take It From Me. Life’s A Struggle, But You Can Win, McGraw-Hill Inc.,US, ISBN 978-0-07-140804-2., che negli USA è diventato un bestseller.
Attualmente sta lavorando su casi di contaminazione delle falde acquifere in California, Texas, Florida, Michigan, Illinois e Missouri e ha richieste d'intervento da molti altri stati USA, dall'Australia e da altre località internazionali.